# 阿勒格尼山脉 (南极洲)
77°15′S 143°18′W / 77.250°S 143.300°W
阿勒格尼山脉（英語：Allegheny Mountains）是南極洲的山脈，位於瑪麗伯德地，屬於福特山脈的一部分，處於克拉克山脈以西16公里，該山脈在1934年由美國探險隊發現。